# GPL 글꼴 예외
GPL 글꼴 예외(GPL font exception) 조항(줄여서 GPL+FE)은 GNU 일반 공중 사용 허가서에 추가될 수 있는 선택적 조항으로, 해당 라이선스로 공유되는 디지털 글꼴이 디지털 문서 파일에 포함될 수 있도록 허용하며, 문서 자체는 GPL로 공유할 필요가 없다. 이 조항이 없으면 탁상출판에 사용될 수 있는 디지털 글꼴을 배포하는 오픈 소스 프로젝트와 충돌이 발생할 수 있다. 데이브 크로스랜드가 리브르 그래픽스 매거진에서 설명했듯이: "카피레프트 글꼴은 일반적인 조항에 대한 예외가 없는 한, 글꼴을 사용하는 문서에 과도하게 영향을 미칠 수 있습니다. 이는 사람들이 글꼴의 일부를 문서와 결합할 때 텍스트, 사진, 삽화, 디자인의 라이선스에 영향을 미치지 않도록 허용하는 추가적인 권한입니다. 오늘날 대부분의 자유 글꼴은 그러한 카피레프트 라이선스를 가지고 있습니다. 즉, SIL OFL 또는 GPL FAQ에 설명된 글꼴 예외가 있는 GNU GPL입니다."

## 유래
글꼴 예외 조항은 2005년 4월 자유 소프트웨어 재단 GPL 준수 엔지니어인 데이비드 "노발리스" 터너가 작성했다. 그가 설명했듯이, "우리가 고려했던 상황은 글꼴이 문서에 단순히 참조되는 것이 아니라 포함된 경우였습니다. 포함은 문서 작성자가 의도한 대로 해당 글꼴이 설치되지 않은 컴퓨터에서도 문서를 볼 수 있게 합니다. 따라서 문서(저작권이 있는 저작물)는 글꼴 프로그램(다른 저작물)에서 파생될 것입니다. 물론 문서의 텍스트는 글꼴 없이 배포될 때 제한이 없습니다."
GPL을 준수하기 위해 레드햇의 페도라 리눅스 프로젝트는 2007년에 추가적인 제한 사항과 함께 리버레이션 글꼴 패키지의 라이선스에 글꼴 예외를 포함했다. 이러한 제한 사항은 데비안 GNU/리눅스 배포판 커뮤니티 회원들 사이에서 GPL+FE에 대한 추가적인 논의를 촉발시켰다. 이러한 관심은 우분투가 SIL OFL이나 GPL+FE에 만족하지 못했기 때문에 우분투 글꼴 라이선스를 만들도록 촉발시켰다.

## 사용법
GPL에 대한 글꼴 예외를 나타내기 위해 디지털 글꼴 제작자는 글꼴과 함께 배포되는 GPL 텍스트 끝에 다음 언어를 추가한다.
특별한 예외로, 이 글꼴을 사용하는 문서를 만들고, 이 글꼴 또는 이 글꼴의 변경되지 않은 부분을 문서에 포함하는 경우, 이 글꼴 자체는 결과 문서를 GNU 일반 공중 사용 허가서의 적용을 받도록 하지 않습니다. 그러나 이 예외는 문서가 GNU 일반 공중 사용 허가서의 적용을 받을 수 있는 다른 이유를 무효화하지 않습니다. 이 글꼴을 수정하는 경우, 이 예외를 해당 글꼴 버전에 확장할 수 있지만, 그렇게 할 의무는 없습니다. 그렇게 하지 않으려면, 해당 버전에서 이 예외 문구를 삭제하십시오.

## 같이 보기
- SIL 오픈 폰트 라이선스 (2005년 11월 생성)